# Heteroscyphus denticulatus
Heteroscyphus denticulatus là một loài rêu tản trong họ Geocalycaceae. Loài này được (Mitt.) Schiffner miêu tả khoa học lần đầu tiên năm.